# Lukas Mühl
Lukas Mühl (Zwiesel, 27 gennaio 1997) è un calciatore tedesco, difensore del Winterthur.

## Caratteristiche tecniche
Di ruolo difensore centrale, può giocare anche come mediano. Si distingue per essere un giocatore veloce, nonostante sia di stazza imponente, abile in marcatura, nel gioco aereo e nelle letture.

## Carriera
Cresciuto nelle giovanili del Norimberga, ha esordito in prima squadra il 15 maggio 2016 in occasione del match di 2. Fußball-Bundesliga vinto 1-0 contro il Paderborn.
Ha segnato la sua prima rete il 29 gennaio 2017 segnando la rete del definitivo 1-2 del match casalingo perso contro la Dinamo Dresda.
Il 20 luglio 2021 viene ceduto a titolo definitivo all'Austria Vienna.
Il 4 agosto 2023 viene acquistato dallo Spezia. Dieci giorni dopo esordisce da titolare disputando l'intera sfida di Coppa Italia contro il Venezia, vinta ai tiri di rigore. Il 17 febbraio 2024 segna la sua prima rete in serie B nel successo interno contro il Cittadella per 4-2.
Il 30 agosto 2024, dopo avere trovato poco spazio con gli spezzini e non rientrando nei piani del loro tecnico Luca D'Angelo, rescinde il suo contratto con il club.
Il 2 settembre 2024 si trasferisce al Winterthur.